# Víctor Ruiz del Valle
Víctor Ruiz del Valle (Santiago Tepeyahualco, 7 giugno 1969) è un ex calciatore messicano, di ruolo centrocampista.